# Kokong, Botswana
Kokong är en ort (village) i distriktet Southern i södra Botswana. 